# کیران هانسن
کیران هانسن (انگلیسی: Kieran Hansen؛ زادهٔ ۱۶ نوامبر ۱۹۷۱) اسکیت‌باز سرعت اهل استرالیا است.